# Étienne Lestringant
Pour les articles homonymes, voir Lestringant.
Étienne Lestringant est un ténor français spécialisé dans le répertoire baroque.

## Biographie
Étienne Lestringant fut l’un des tout premiers membres de l'ensemble baroque Les Arts florissants réuni par William Christie en automne 1979.
Il fut durant les années 1980 un des piliers de cet ensemble, qui était alors un des fers de lance du mouvement de renouveau de la musique baroque surnommé les Baroqueux en France et en Belgique, aux côtés d'Agnès Mellon, Jill Feldman, Guillemette Laurens, Monique Zanetti, Dominique Visse, Michel Laplénie, Philippe Cantor, Gregory Reinhart, François Fauché, Antoine Sicot…
Étienne Lestringant chanta ensuite pendant 5 ans avec le Groupe vocal de France et le Clemencic Consort. Plus récemment, il fonda l'Ensemble vocal Frédéric Chopin, un ensemble de chanteurs amateurs ouvert aux élèves du conservatoire Frédéric Chopin de Paris et aux adultes venus de l'extérieur.

## Discographie sélective

### Avec Les Arts Florissants
- 1980 : Filius Prodigus H.399 de Marc-Antoine Charpentier
- 1981 : Pastorale sur la Naissance de N.S. Jésus-Christ H.483 de Marc-Antoine Charpentier
- 1981 : Altri Canti de Claudio Monteverdi
- 1982 : In nativitatem D.N.J.C. canticum H.414 de Marc-Antoine Charpentier
- 1982 : Oratorios (Il pecator pentito, O Cecità del misero mortale) de Luigi Rossi
- 1982 : Antienne "O" de l'Avent H.36 à H.43 de Marc-Antoine Charpentier
- 1983 : Il ballo delle ingrate de Claudio Monteverdi
- 1984 : Airs de cour (1689) de Michel Lambert
- 1986 : Dido and Aeneas de Henry Purcell (L'Esprit)